# Symmetroctena
Symmetroctena is een geslacht van vlinders van de familie spanners (Geometridae), uit de onderfamilie Ennominae.

## Soorten
- S. capnota Meyrick, 1892
- S. eutheta Turner, 1917
- S. exprimataria Walker, 1862
- S. fumosa Warren, 1895
- S. leucoprosopa Turner, 1941
- S. mesopsamma Turner, 1947
- S. pachydesma Turner, 1947
- S. scotina Turner, 1917
- S. variegata Holloway, 1979